# Jakobskirche (Bad Muskau)

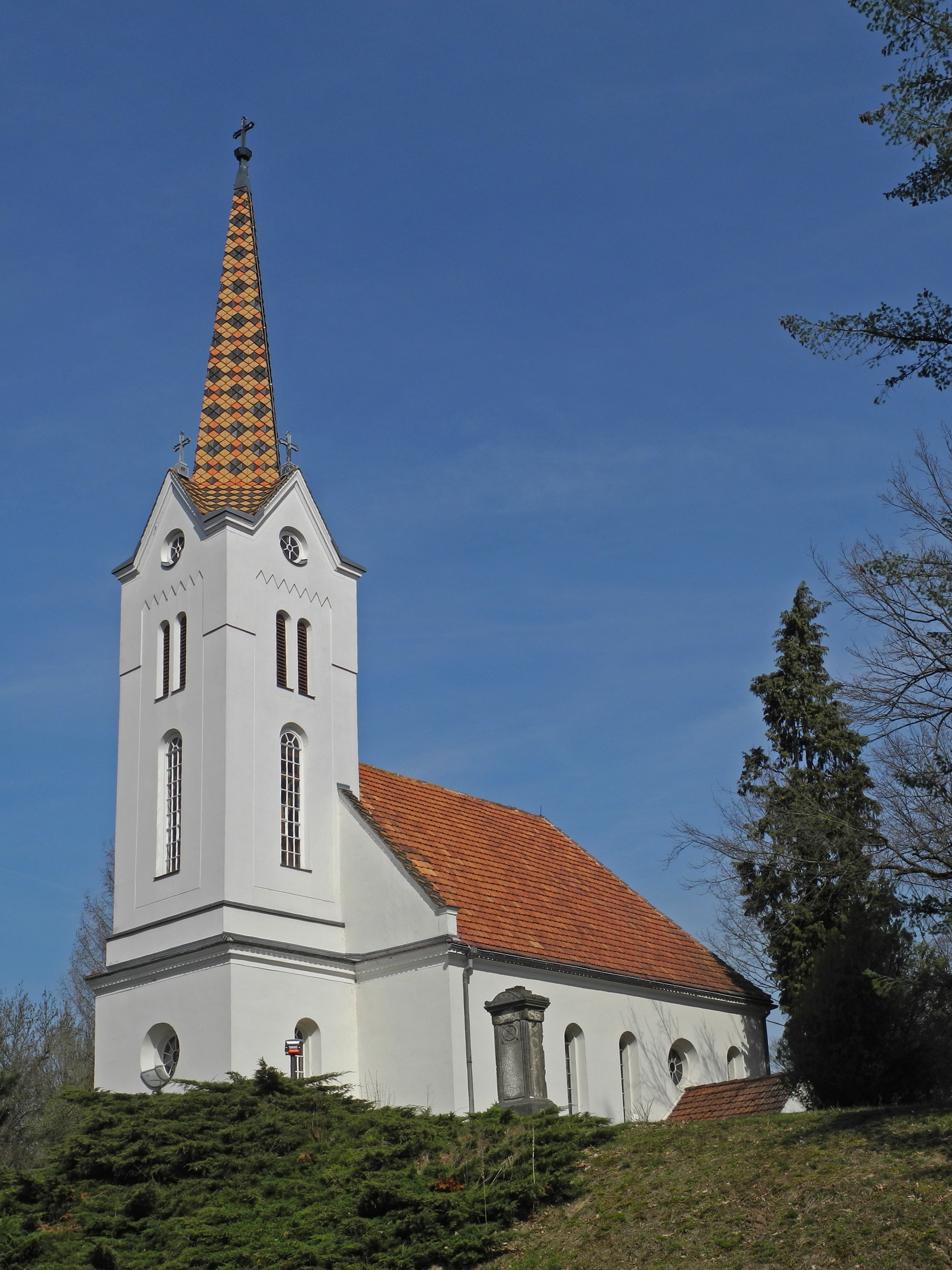
Jakobskirche Bad Muskau (2019)

Die Jakobskirche ist ein Kirchengebäude in der Stadt Bad Muskau im Landkreis Görlitz in der sächsischen Oberlausitz. Es gehört der Kirchengemeinde Bad Muskau im Kirchenkreis Schlesische Oberlausitz der Evangelischen Kirche Berlin-Brandenburg-schlesische Oberlausitz. Die Kirche steht aufgrund ihrer bau- und ortsgeschichtlichen Bedeutung unter Denkmalschutz.

## Geschichte
Bereits im Jahr 1502 gab es in Bad Muskau eine dem Apostel Jakob geweihte Holzkirche. Diese befand sich unweit der Lausitzer Neiße und wurde im Jahr 1564 abgerissen. Die heutige Kirche wurde im gleichen Jahr als Begräbniskapelle auf dem im Jahr 1550 neu angelegten Friedhof Muskaus gebaut. Um 1595 wurden die Holzwände durch Feldsteinmauerwerk ersetzt. Vom Muskauer Stadtbrand im Jahr 1766 blieb die Jakobskapelle verschont, weshalb sie bis zur Wiedererrichtung der Stadtkirche im Jahr 1782 für Gottesdienste genutzt wurde. Während der Befreiungskriege wurde die Jakobskirche ab 1812 als Lazarett genutzt, dabei trug sie jedoch einige Beschädigungen davon. Im Jahr 1855 ließ der damalige Standesherr und Kirchenpatron Friedrich von Oranien-Nassau die Jakobskirche auf eigene Kosten sanieren, wobei auch der Kirchturm angebaut wurde. Das Gebäude diente danach zunächst wieder als Begräbniskapelle.

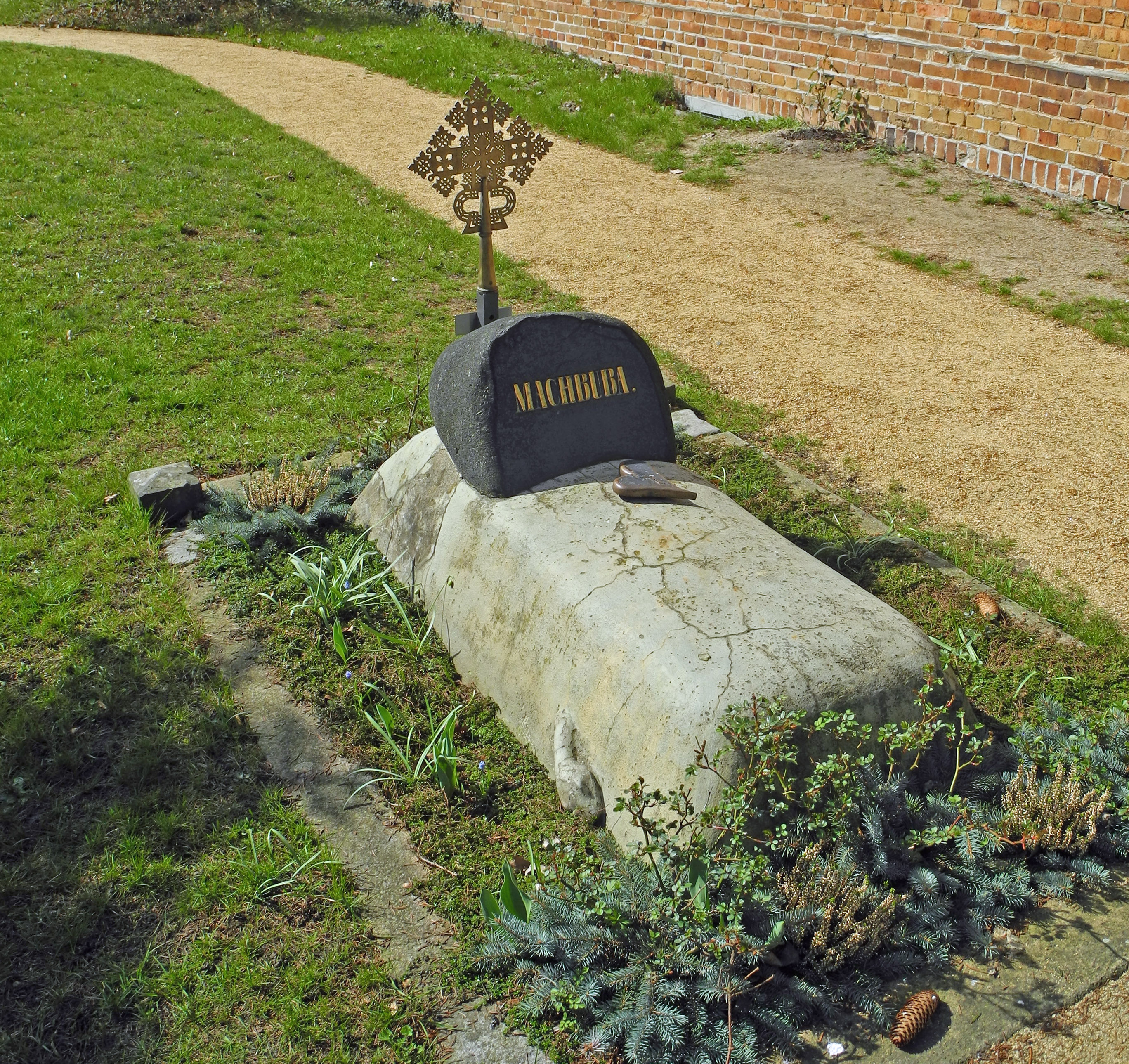
Machbubas Grab

Nach der Schließung des Friedhofes im Jahr 1888 blieb die Kapelle lange Zeit ungenutzt, bis sie 1935 an einen Heimatverein verpachtet wurde. Danach befand sich das Heimatmuseum in dem Gebäude. Bei den Kampfhandlungen zum Ende des Zweiten Weltkrieges wurde die Jakobskirche im Gegensatz zu den anderen Kirchen in der Umgebung nur leicht beschädigt. Angesichts der starken Zerstörung der Stadtkirche, deren Wiederaufbau die Kirchengemeinde nicht finanzieren konnte, nahm man Instandsetzungsarbeiten an der Jakobskapelle vor und weihte sie am 31. Oktober 1947 als Pfarrkirche ein. 1953 wurde die Kirche außen und zwei Jahre später innen saniert. Im Jahr 1956 wurde das neue Altarfenster mit dem auferstandenen Christus eingebaut. Seit 1994 ist die Kirche mit einer elektronischen Heizungsanlage ausgestattet, ein Jahr später wurde der Kircheninnenraum erneut saniert. Zwischen 1999 und 2001 wurden der Kirchturm und das Dach erneuert. 2003 wurden die Grabsteine an der Außenwand gesichert.
Auf dem Alten Friedhof sind mehrere Gräber erhalten, unter anderem das der Machbuba († 1840).

## Architektur

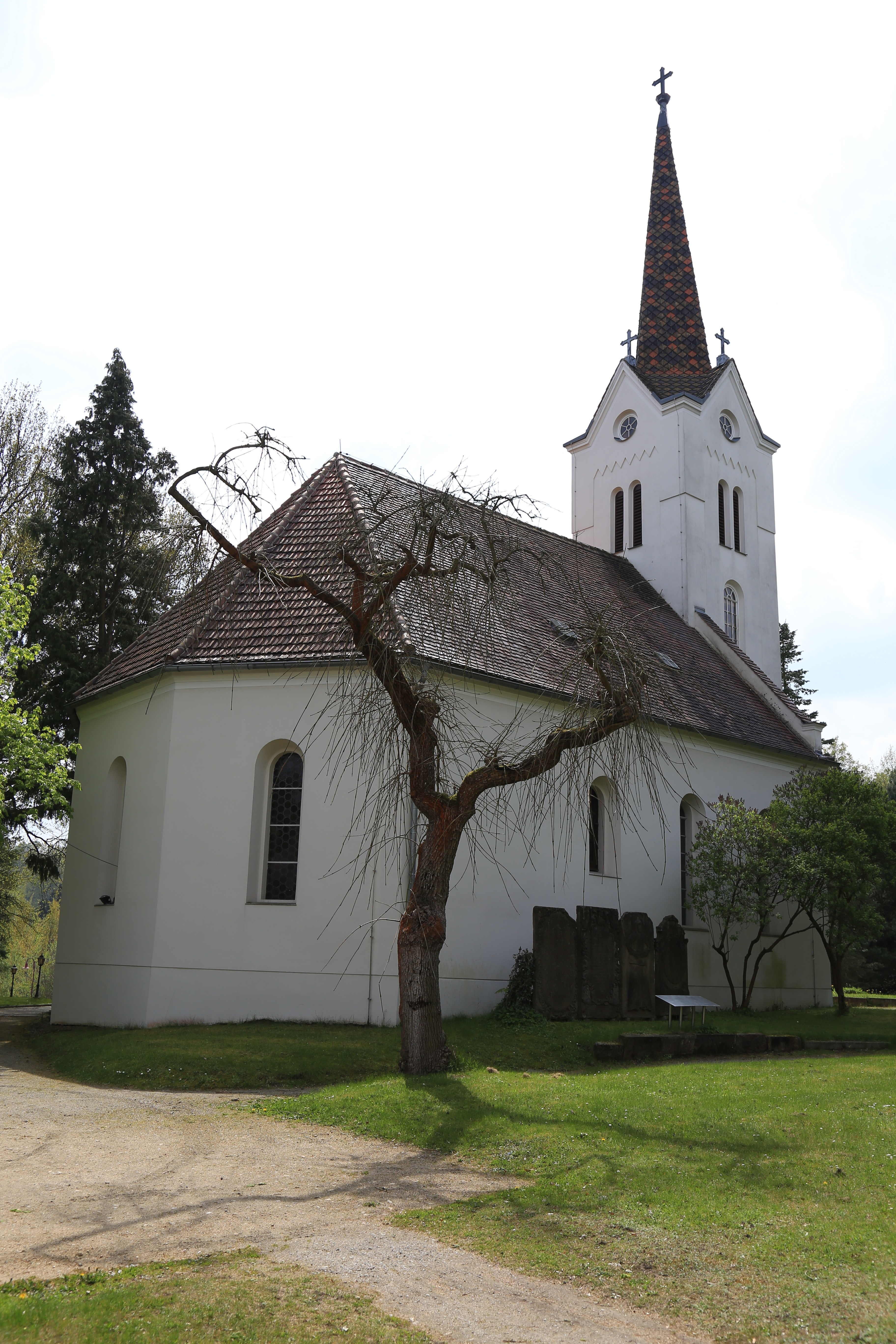
Ansicht des Kirchenschiffs von Nordosten (2017)

Die Bad Muskauer Jakobskirche ist ein Putzbau mit Dreiachtelschluss und einem quadratischen Westturm. Das fünfachsige Langhaus hat hohe Rundbogenfenster. An der Südwand ist eine niedrige Vorhalle angebaut, darüber liegt ein Rosettenfenster. Der eingezogene Westturm hat ein hohes Zeltdach mit Mosaikmuster. Im Turm befindet sich ein rundbogiges Eingangsportal und im oberen Bereich zu allen Seiten paarig angeordnete schmale, hohe Schallöffnungen.
Zur Ausstattung der Jakobskirche gehört eine geschnitzte Kreuzigungsgruppe aus dem 16. und 17. Jahrhundert, diese befand sich zuvor in der abgetragenen Pfarrkirche St. Andreas.

## Kirchengemeinde
Die Gründung der Kirchengemeinde erfolgte erst am 31. Oktober 1947, nachdem die beiden ursprünglichen Kirchengebäude im Krieg zerstört worden waren. Zur Kirchengemeinde gehört neben Bad Muskau selbst noch der Ortsteil Köbeln.
Die Kirchengemeinde gehörte zunächst zum Kirchenkreis Rothenburg II in der Evangelischen Kirche der schlesischen Oberlausitz. Dieser verlegte 1949 seine Superintendentur und trug fortan den Namen Kirchenkreis Weißwasser. Seit dem 1. Januar 2004 gehört die Kirchengemeinde Bad Muskau zur Evangelischen Kirche Berlin-Brandenburg-schlesische Oberlausitz. 2007 fusionierten die Kirchenkreise Weißwasser, Görlitz und Niesky zum Kirchenkreis Niederschlesische Oberlausitz, der wiederum 2014 im Kirchenkreis Schlesische Oberlausitz aufging. Die Kirchengemeinde Bad Muskau ist mit der Kirchengemeinde Gablenz zum Pfarramt Bad Muskau zusammengeschlossen.

## Varia
- Die zur Kirchgemeinde gehörende Stadtkirche Muskau, auch Deutsche Kirche Muskau genannt, wurde im April 1959 – veranlasst vom damaligen Rat des Kreises – aus politisch-ideologischen Gründen gesprengt. Auf dem Kirchplatz erinnert seit 2015 ein Miniaturmodell der Kirche sowie zwei Informationstafeln an das einstige Gotteshaus.[5]